# Arenig Fach
L'Arenig Fach és una muntanya al sud d'Eryri, al nord de Gal·les. És un cim de la serralada d'Arenig i es troba al nord del cim principal, l'Arenig Fawr.
Es troba a prop de Llyn Celyn al costat de l'A4212 entre Trawsfynydd i Bala. Carnedd y Filiast i Foel Goch (Arenigs) es troben a l'est, mentre que Moel Llyfnant, Gallt y Daren i Arenig Fawr es troben al sud.
El cim en si es coneix com Carnedd Bachgen, que rep el nom de l'antic cairn, Carnedd y Bachgen (que es troba just al nord-est del cim), i és el punt més alt a l'extrem nord d'un ampli altiplà. Hi ha un vèrtex geodèsic i un cairn de refugi substancial. La muntanya s'aixeca des de l'erm de Migneint i sembla un "termoll" de bruc voluminós des de la majoria de direccions. Tanmateix, la seva cara nord-est té penya-segats escarpats amb un petit llac corrie, Llyn Arenig Fach, al fons. Es creu que l'última ocupació glacial d'aquest va tenir lloc durant el Dryas recent.

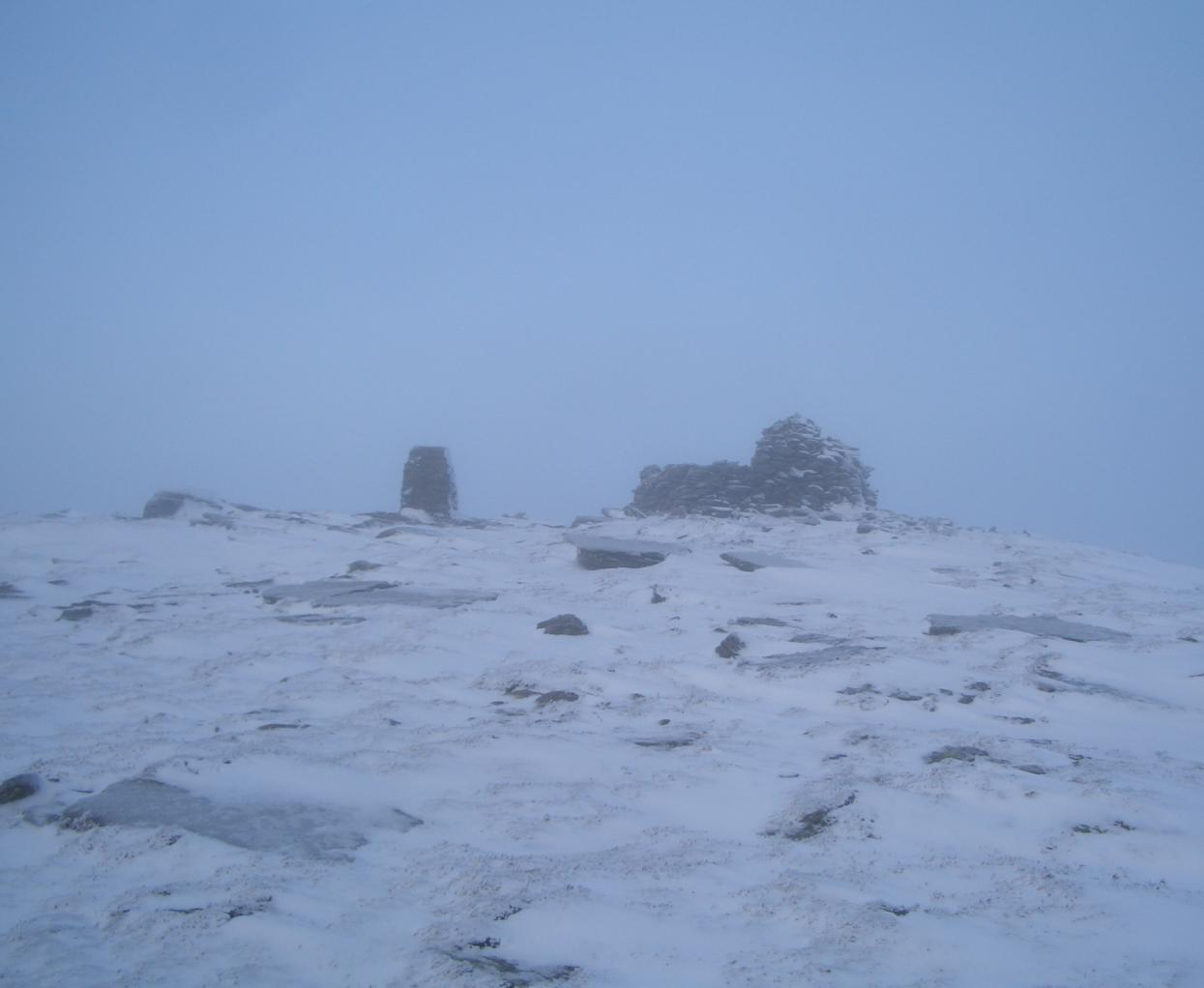
Zona del cim d'Arenig Fach amb el Carnedd Bachgen (dreta).